# Sylvie Jacqueline Ndongmo
Pour les articles homonymes, voir Dongmo.
Sylvie Jacqueline Ndongmo, née le 7 août 1967 au Cameroun est une enseignante de formation et militante pour la justice sociale et la paix avec une forte passion pour la promotion de l'égalité, de l'inclusion et d'un mouvement mondial pour une paix féministe.

## Biographie
Depuis 1996, elle milite dans le syndicat des enseignants et adhère à la Ligue des droits et libertés en 2001, une organisation qui vise à s’assurer que les principes démocratiques sont respectés et promeut l’idée d’une transition politique pacifique à travers des élections libres et transparentes. Ses études primaires se déroulent à Nkongsamba et celles du secondaire respectivement à Nkongsamba et Garoua qu’elle quitte en 1987, nantie d’un baccalauréat littéraire. Elle entre alors à l’École normale supérieure de Yaoundé d’où elle sort, en 1993, titulaire d’un diplôme de professeur d'enseignement secondaire deuxième grade après un stage linguistique d’un an à Moray House School of Education and Sport d’Édimbourg.
En octobre 2021, elle reçoit le titre honorifique de « Reine de la Paix » dans la communauté Lenalendem du Sud-Ouest du Cameroun.
En 2022, elle a été élue à la tête de la Ligue internationale des femmes pour la paix et la liberté WILPF.

### Engagement pour la justice sociale
En 1996, elle rejoint le Syndicat national autonome des enseignants du secondaire (SNAES), où elle revendique de meilleures conditions de travail pour les enseignants et la création d’un environnement décent de travail pour les élèves. Au sein du syndicat, elle a suscité la création du « Comité des femmes » pour un meilleur encadrement de ces dernières et également pour une meilleure prise en compte la discrimination que rencontrent les femmes qui veulent s'impliquer dans la société civile camerounaise. Dans cette optique, elle crée la Ligue des femmes pour l'éducation (LIFE Cameroun) en 2004.
En 2008, à la suite des émeutes de la faim au Cameroun, elle est amenée à se déplacer pour assister à une formation au Burundi durant laquelle elle fait l’expérience de la guerre et des conséquences néfastes qui en découlent, expérience qui l’amène à créer l’association Women’s Peace Initiatives (2009) pour encourager les femmes camerounaises à s’engager dans des actions de prévention des conflits par la prise d’initiatives en faveur de la paix.

### Construction de la paix
En 2012, elle rejoint la Ligue internationale des femmes pour la paix et la liberté (LIFPL, WILPF en anglais) et réussit en 2014 à installer le bureau national WILPF Cameroon qu’elle dirige jusqu’à avril 2022. Dès 2015, elle mobilise les parties prenantes nationales (OSC, patrons de médias, représentants du gouvernement) et travaille avec ONU Femmes sur l’élaboration du premier Plan d'action national (PAN) de la Résolution 1325 du Conseil de sécurité des Nations unies (CSNU). Ledit PAN a été adopté par le gouvernement en novembre 2017. Sylvie Ndongmo a ensuite développé des projets spécifiques pour la mise en œuvre du PAN, et a conduit en 2021 la revue de ce plan avec les OSC, ayant abouti à l’élaboration de la contribution des OSC à la rédaction du PAN de seconde génération.
En 2018, elle est élue représentante régionale Afrique au sein du conseil international de WILPF et étend le mouvement WILPF dans d’autres pays africains dont le Niger, le Burkina Faso, la Côte d'Ivoire, le Sénégal, Togo et la Guinée. Par le biais de WILPF Cameroon, elle a mis en œuvre, organisé et accueilli plusieurs projets et initiatives visant d’une part à accroître la participation des femmes aux processus décisionnels au Cameroun et d’autre part d’assurer l’autonomisation économique et sociale des femmes vulnérables (femmes déplacées internes et filles mères des communautés hôtes).
Son engagement et sa constance dans le domaine de la paix et de la sécurité lui ont valu de nombreux autres postes de direction de membre du comité directeur du Fonds pour les femmes africaines de l'Union africaine, de coordinatrice de la plateforme « Femmes camerounaises pour des élections pacifiques », de coordinatrice de la plateforme Femmes Camerounaises pour le dialogue national et, enfin, de membre fondateur du réseau des Organisations de la société civile pour la prévention des conflits et la consolidation de la paix en Afrique centrale.
Avec l’appui d’autres sections de WILPF en Afrique et de WILPF Suède, elle œuvre à la mise en place d’un mécanisme d’alerte précoce dénommé “Salle de veille et d’alerte des femmes” (Women’s Situation Room Cameroun) afin de s’assurer que les femmes et les jeunes jouent un rôle décisif dans la conduite des élections pacifiques et pour l’édification d’une paix durable. Ce mécanisme a permis d’assurer le monitoring et la prévention des violences électorales pendant la présidentielle d’octobre 2018, les municipales et législatives de février 2020, les régionales de décembre 2020 au Cameroun.
En novembre 2021, elle conduit, avec l’appui de l’Organisation internationale de la francophonie et l’ambassade de Suisse au Cameroun, le projet d’autonomisation économique et sociale des femmes déplacées internes. Ce projet a pour but de contribuer au relèvement des personnes en situation de vulnérabilité notamment les femmes ayant fui les zones de conflits, les filles mères et personnes vulnérables des communautés hôtes. Le projet a permis de former 1500 bénéficiaires.
Du fait des multiples crises qui ont accru les violations des droits humains, elle a conduit le projet d'éducation et de renforcement des capacités des femmes et des jeunes sur leurs droits civils et politiques, sur la consolidation de la paix et les outils de communication non violents. Le projet qui bénéficie du soutien financier de Forum CIV et de l’appui technique de WILPF Suède, vise à former les femmes et les jeunes à la connaissance de leurs droits afin de les rendre aptes à mieux les défendre, et à améliorer leur participation citoyenne à la vie publique et aux processus de consolidation de la paix.

## Distinctions
- 2019 : FEMME EXELL – reçue lors de la journée internationale de la femme 2019, de la part de la délégation régionale du Littoral du ministère de la Promotion de la Femme et de la Famille
- 2022 : Prix d'excellence pour les femmes bâtisseuses de paix offert par le Ministère de la Promotion de la Femme et de la Famille MINPROFF